# Экниланг, Лижон
Лижон Экниланг (англ. Lijon Eknilang; 1 марта 1946 — август 2012) — активистка Маршалловых Островов, пережившая радиоактивное загрязнение атолла Ронгелап. Экниланг выступала от имени жителей атолла Ронгелап, которые стали жертвами ядерных осадков в результате испытания водородной бомбы Castle Bravo на атолле Бикини в 1954 году.
Экниланг было всего восемь лет во время испытания водородной бомбы Castle Bravo 1 марта 1954 года. В результате испытаний на атолле Бикини произошло подобное буре выпадение радиоактивных осадков, охватившее атоллы Ронгелап. Восемьдесят два жителя Ронгелапа, в том числе Экниланг, страдали от длительных проблем со здоровьем из-за радиации. Экниланг перенесла восемь выкидышей и не могла иметь детей.
Экниланг много путешествовала по США и Европе, чтобы привлечь внимание к проблемам со здоровьем, с которыми сталкиваются жители Ронгелапа из-за Castle Bravo. Её называют «иконой на Маршалловых Островах за её международную защиту интересов жертв ядерных испытаний». Экниланг выступила от имени бывших жителей Ронгелапа перед Конгрессом США. Она также выступала на Консультативном заседании по вопросу о законности угрозы ядерным оружием или его применения в Международном суде ООН в Гааге в ноябре 1995 года.
Лижон Экниланг умерла в Маджуро в конце августа 2012 года.